# Marienburg (Mosel)
Die Marienburg liegt auf den letzten Ausläufern von Zell (Mosel) bei Pünderich, Alf und Bullay an der Mosel, genauer an einer Verengung der fast 14 km langen Moselschleife des Zeller Hamms. Das ehemalige Augustinerinnenkloster wurde 1515 aufgelöst und in eine Befestigungsanlage umgewandelt. Sie dient heute als Jugendbildungsstätte des Bistums Trier.

## Lage
Die Marienburg liegt auf dem Petersberg, einer Anhöhe in der Moselschleife von Zell und Pünderich. Die Anhöhe liegt größtenteils auf der Gemarkung von Pünderich. Ab der an der Marienburg entlangführenden Straße beginnt die Gemarkung des zu Zell gehörenden Kaimt. Auf zwei Seiten fließt zu Füßen des Petersberges die Mosel. Der Hang zur Pündericher Seite wird für den Weinbau genutzt.

Panorama von Aussichtsturm Prinzenkopf mit Blick auf Bullay, die Marienburg und Pünderich

## Geschichte

### 1100–1500: Hohes Mittelalter
– Von der Gründung bis zur Schließung des Klosters –
Das Kloster Marienburg wurde an der Stelle einer Kurtrierer Burg errichtet. Für deren Existenz sprechen die alte Bezeichnung „castrum Mariae“ und die vorhandenen alten Befestigungsanlagen. Am 22. April 1143 bestätigt Papst Innozenz II. der Abtei Springiersbach den Besitz der Pfarrkirche auf dem St. Petersberg mit den fünf dazugehörigen Filialkirchen. 1146 beginnt Abt Richard I. mit der Gründung eines Frauenklosters nach der Regel des hl. Augustinus; die inzwischen baufällig gewordene Peterskirche lässt er abreißen. Am 18. Oktober 1157 nimmt Erzbischof Hillin von Falmagne die feierliche Einweihung der neuen Klosterkirche von Marienburg auf den Namen „der reinen und makellosen Jungfrau Maria“ vor.
Um 1280 lässt Erzbischof Heinrich II. von Finstingen zur Verteidigung des Erzstiftes und zum Schutz der Marienburger Chorfrauen die Befestigungen verstärken. Das Kloster wird durch ständige kriegerische Auseinandersetzungen belästigt. Die Einkünfte erschöpfen sich; die Klosterfrauen müssen oft jahrelang in benachbarten Klöstern Unterschlupf suchen. Papst Leo X., jener Renaissance-Papst, der Martin Luther später 1520 exkommunizierte, geht in zwei Urkunden vom 20. Januar 1514 und 28. Dezember 1515 auf die Bitten des Erzbischofs ein und ermächtigt ihn zur Schließung des Klosters. Die Bulle verfügt zudem die Verlegung des Konvents in das Schwesternkonvent zum hl. Nikolaus auf der Halbinsel Stuben bei Bremm, legt die Versorgung der Chorfrauen fest und räumt dem Erzbischof von Trier und dessen Nachfolgern das Recht ein, das Kloster Marienburg zu ihrem Gebrauch und Bewohnen zu verwerten.

### 1500–1800: Spätmittelalter und Umbruch
– Die Marienburg als Wallfahrtskirche bis zu ihrer Zerstörung –
Um 1520 befiehlt der Erzbischof Richard von Greiffenclau den Umbau des Klostergebäudes mit der Absicht, auf der Marienburg stärkere Befestigungen anzulegen; die Ausbaupläne kommen jedoch nie zur vollen Verwirklichung. Die vorhandenen Befestigungen werden im Dreißigjährigen Krieg zeitweise von Bayern, zeitweise von Schweden besetzt und 1650 durch französische Hilfstruppen des Trierer Kurfürsten Philipp Christoph von Sötern zerstört.
Die Kirche ist in dieser Zeit einem Rektor unterstellt und dient als Wallfahrtsort. Es leben auch Klausner auf dem Petersberg. Um 1700 erfahren Burg und Kirche eine Restaurierung im Barockstil. 1787 ist nach einer Beschreibung die Kirche auf der Marienburg in gutem Zustand und besitzt drei Altäre: der Hochaltar (aus Lindenholz) im Ostchor zu Ehren der Heiligen Drei Könige, einen Muttergottesaltar zur Südseite (bei dem wohl auch eine erhöhte Kanzel war) und einen steinerner Nebenaltar an der Nordseite, der 1639 vom Zeller Amtsverwalter Maas gestiftet worden war.
1794 besetzen französische Revolutionstruppen das Gebiet. Im Januar 1797 wird Matthias Clar aus Zell Nachfolger von Rektor Justus auf der Marienburg. Er kann den Betrieb auf der Marienburg wohl noch bis Januar 1797 aufrechterhalten; danach nahmen französische Soldaten alles Brauchbare (Metall, Glocken, Orgelpfeifen, Fensterblei) mit und zerstörten die Bedachung. Ein Klausner rettet das verehrte Marienbild nach Kaimt. Eine Abordnung Pündericher Bürger war zur Erhaltung des Turmes nach Koblenz gereist, um dort beim französischen Präfekten vorstellig zu werden; ihre Bitte wurde gewährt, doch als sie zurückkamen, war das Zerstörungswerk bereits vollbracht.

### 1800–1925: Der Umbruch in die Neuzeit
– Die Marienburg in Privatbesitz – Zerfall und zaghafter Aufbau –

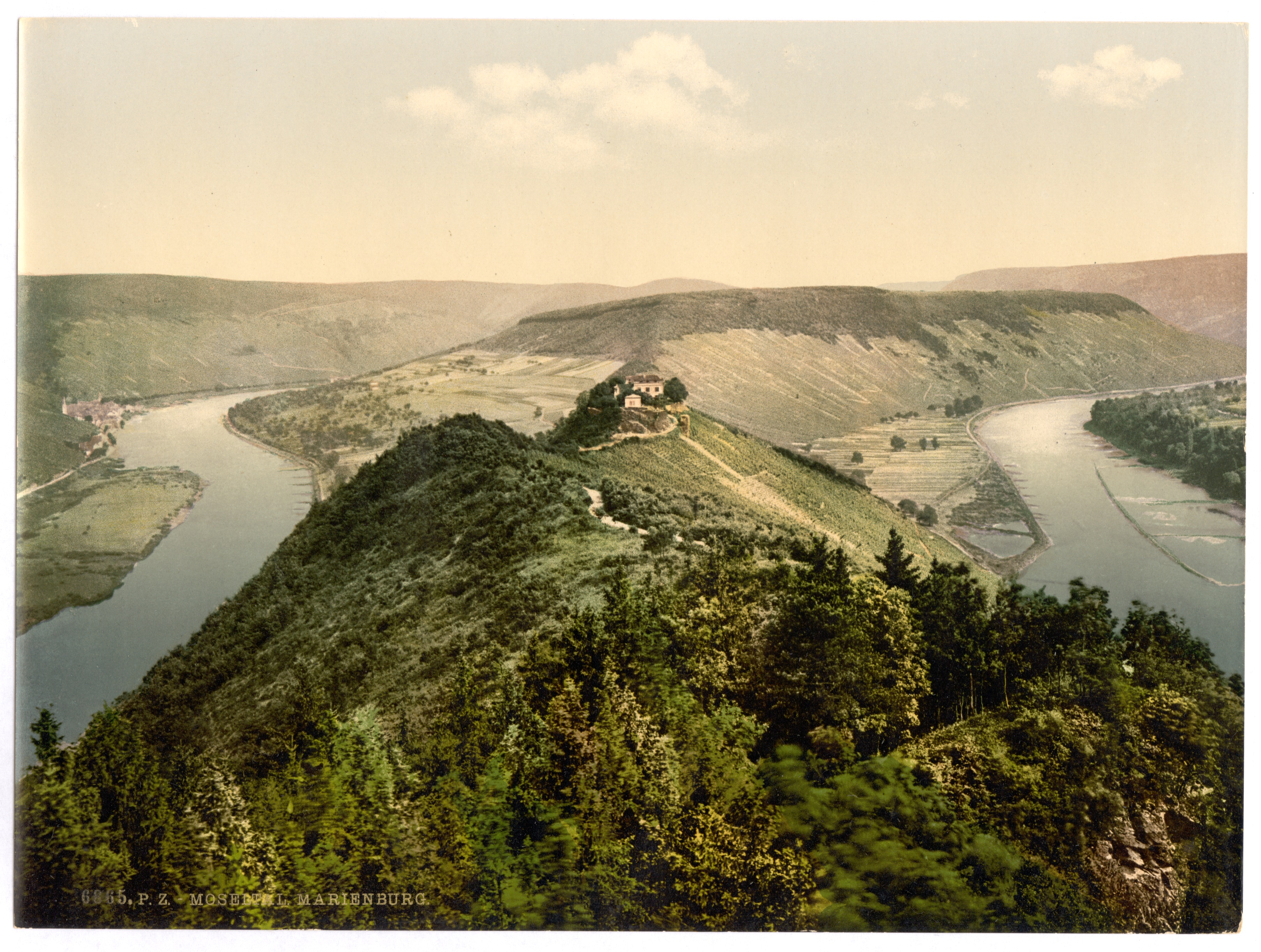
Marienburg und ihre Umgebung (um 1900)

Am 8. September 1803 wird die Marienburg mit ihrem ganzen Besitz als französisches Nationaleigentum erklärt und versteigert. Wundarzt Jodokus Crossius aus Zell ersteigert die Marienburg samt dabei liegendem Garten für 1.075 Francs. Von diesem kauft sie Stephan Kallfelz aus Merl. 1838 erwerben Landrat Moritz von Zell, Kaufmann Clemens von Alf und Hüttenbesitzer Ferdinand Remy zu Alfereisenwerk vom Sohn des Stephan Kallfelz die Ruine Marienburg nebst Klostergarten und Anwesen. Im Mai 1849 fand auf der Marienburg eine Volksversammlung statt, bei der Karl Grün eine flammende Rede für die Reichsverfassungskampagne hielt, angeblich sollen dabei 5000 Zuhörer anwesend gewesen sein.

### 1950 – heute: Gegenwart

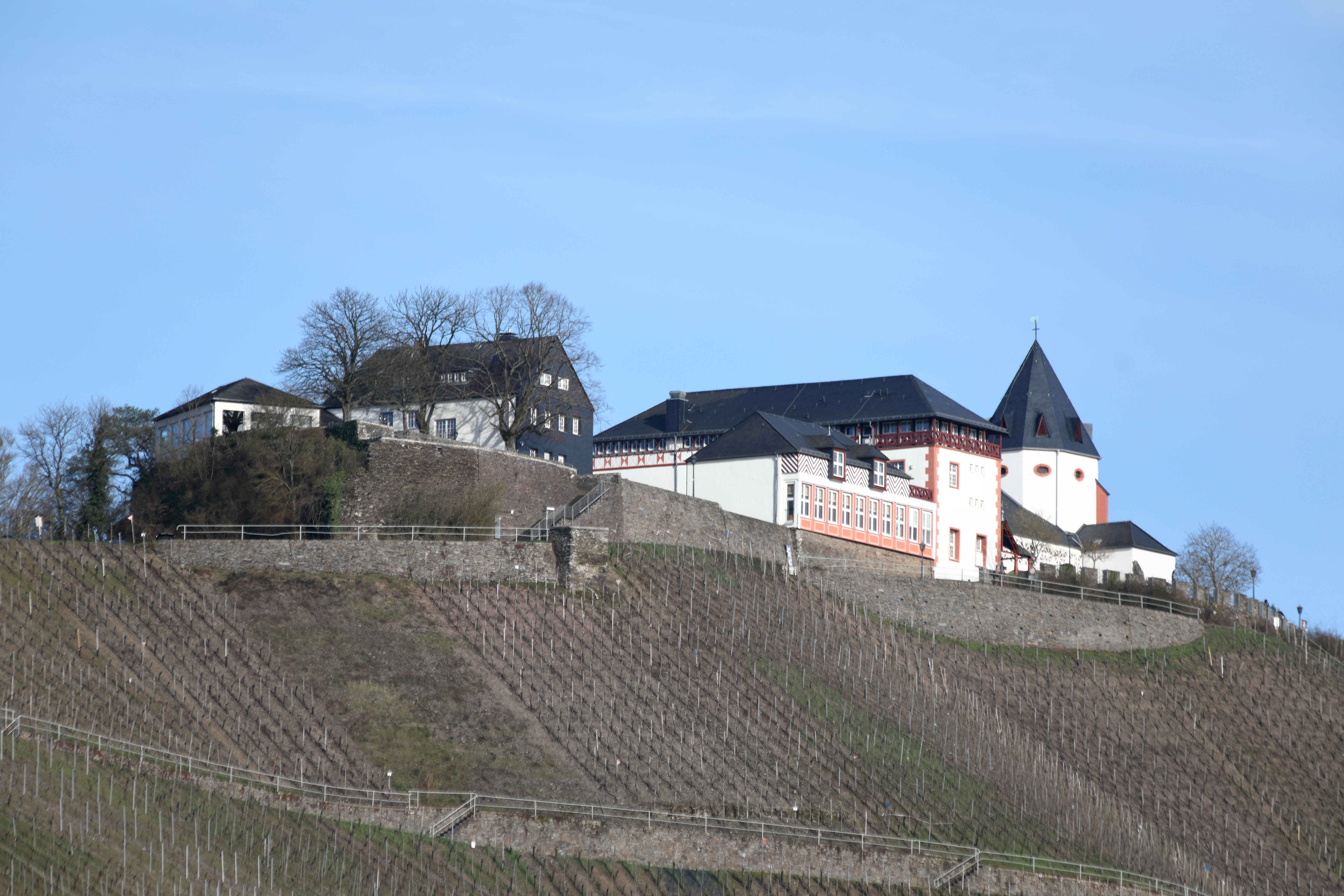
Die Marienburg von Pünderich gesehen

Am 25. Februar 1950 verkauft die letzte Besitzerin, Gertrud Weinbach, das ganze Anwesen mit der Kirchenruine an das Bistum Trier, um die Marienburg wieder einem sakralen Zweck zuzuführen. Am 8. September 1957 gibt Bischof Matthias Wehr dem Gotteshaus wieder die kirchliche Weihe.
Nach über 200 Jahren zieht 1996 zum ersten Mal wieder ein Priester auf die Marienburg, Regionaljugendpfarrer Joachim Keil. Er wird Rector Ecclesiae und später Geistlicher Beirat des Jugendbildungszentrums. 1998 wird die Bewirtschaftung der Jugendbildungsstätte Marienburg an die Trägergesellschaft Bistum Trier TBTmbH  mit Sitz in Trier übergeben. Am 1. Oktober 2000 errichtet das Bistum auf der Marienburg ein Jugendbildungszentrum mit der Aufgabe, eigene Maßnahmen in den Bereichen politischer, sozialer, religiöser und musisch-kultureller Jugendbildung anzubieten. Von 2000 bis 2001 renoviert die Trägergesellschaft Bistum Trier TBT mbH das gesamte Anwesen. 2003 wird auch die Bewirtschaftung des Café-Restaurants Marienburg an die Trägergesellschaft Bistum Trier TBT mbH  übergeben. Die Räumlichkeiten werden einer Generalsanierung unterzogen.
Am 31. März 2006 werden im Rahmen einer grundlegenden Umstrukturierung der Kinder- und Jugendpastoral des Bistums Trier alle drei Jugendbildungszentren geschlossen, also auch das auf der Marienburg. Damit endet eine erfolgreiche internationale Bildungsarbeit vor allem im musisch-kulturellen Bereich. Um das Erbe der Marienburg weiterzuführen, wird am 1. April 2006 eine Fachstelle plus für kirchliche Kinder- und Jugendarbeit mit einer Kirche der Jugend auf der Marienburg (unter der heutigen Leitung von Jugendpfarrer Jan Lehmann) errichtet.
Am 4. März 2021 gab das Bistum Trier bekannt, dass die Marienburg als Einrichtung der kirchlichen Jugendarbeit sowie als Gebäude zum 31. Dezember 2023 aufgegeben und die Jugendarbeit ins Kloster Himmerod verlagert werden soll. Seitdem setzt sich die Interessensgemeinschaft ProMarienburg für den Erhalt der Marienburg ein.